# Давила, Хиль
Хиль Гонсалес де Авила (исп. Gil González Dávila; около 1480, Авила, Испанская империя − 1526, Испанская империя) — испанский конкистадор, королевский историк, хронист, исследователь, первый европеец, достигший современной Никарагуа, возглавлял экспедиции на территорию нынешних Коста-Рики, достиг территории современного Гондураса и присоединил эти земли к Испании. Губернатор Ямайки (1533? −1534?).

## Биография
Двоюродный брат Педрариаса Давилы, управляющего первыми европейскими колониями в Америке.
Впервые упоминается в исторических записях в 1508 году, когда получил должность королевского комиссара по проверке финансовых счетов и налоговых отчетов в Вест-Индии. Вероятно, вскоре после этого отправился в Санто-Доминго, где обосновался. В 1511 году получил титул контадора Эспаньолы. Владел поместьем с более чем 200 рабами-индейцами. В 1518 году Гонсалес де Авила представил императору Карлу V отчёт, в котором резко критиковал колониальное управление Эспаньолой.
В 1520 году в партнерстве с губернатором, получил разрешение на организацию экспедиции вдоль берегов Центральной Америки, подписал контракт на исследования. Отправился в экспедицию в 1522 году на четырёх кораблях, его задачей было найти проход в Карибское море и найти золото.
Тогда же совершил первую экспедицию вдоль побережья Тихого океана, достигнув территорий Коста-Рики и Никарагуа в поисках золота, отыскав небольшое количество драгоценного металла, хотя и меньшее, чем ожидалось. В экспедиции, путешествующие продвинулись вдоль Тихоокеанского побережья современной Коста-Рики и Никарагуа, посетили места проживания многочисленных индейских вождей. Крестил и сражался с индейцами, в частности Ото-мангами, что вынудило его вернуться в Панаму, получив информацию о богатых землях.
В 1523 году участвовал в завоевании Никарагуа. В 1524 году, после назначения губернатором Ямайки, отправился в Гондурас. Там, к востоку от Юкатана, основал поселение недалеко от устья реки Монтагуа в Карибское море, позже ставшего портом Борриос. В том же году вместе с Кристобалем де Олидом, который выступал против Кортеса, попал в плен.
В 1526 году во время экспедиции в Мексику был арестован по обвинению в убийстве Кристобаля де Олида и отправлен в Испанию. Судьба Гонсалеса по прибытии в Испанию неизвестна. Умер в 1529 г.